# Залуцкий, Пётр Антонович
Пётр Анто́нович Залу́цкий (февраль 1887, дер. Круча, Могилёвская губерния — 10 января 1937, Москва) — российский революционер, советский партийный и государственный деятель. С 1920 года член Президиума и секретарь ВЦИК, с мая 1921 года кандидат в члены, с августа 1921 по апрель 1922 член Оргбюро ЦК.

## Биография
Из крестьянской семьи, по национальности русский. Окончил одноклассное училище. В 1904 году примкнул к революционному движению. Участник Революции 1905—1907 годов. В 1907 вступил в РСДРП, с 1911 года примкнул к большевикам. Вел партийную работу в Петербурге, Чите, Владивостоке. С 1911 г. в Петербурге, работал на Франко-русском заводе, сотрудничал в газетах «Звезда» и «Правда». Участник Пражской всероссийской партийной конференции (1912 г.), с 1916 г. член Исполнительной комиссии Петербургского комитета и Русского бюро ЦК РСДРП. Неоднократно подвергался арестам и ссылкам.
После Февральской революции 1917 года член исполкома Петроградского Совета, делегат VII (Апрельской) конференции и VI съезда РСДРП(б). В октябре 1917 г. член Петроградского военно-революционного комитета. В 1918—1920 годах политработник в Красной армии. С июня 1919 г. по январь 1920 г. председатель Курского губернского революционного комитета. С 1920 года член Президиума и секретарь ВЦИК. В 1920—1922 кандидат в члены, в 1923—1925 член ЦК РКП(б). С мая 1921 года кандидат в члены, с августа 1921 по апрель 1922 член Оргбюро ЦК. В 1922 г. секретарь Уральского губкома партии. С апреля 1922 года по ноябрь 1925 года был ответственным секретарём Петроградского (Ленинградского) губернского комитета ВКП(б), одновременно секретарём Северо-Западного бюро ЦК ВКП(б). Активный деятель «Новой оппозиции», а в 1926—1927 г. «объединенной оппозиции». В декабре 1927 года на XV съезде ВКП(б) был исключен из партии в числе других членов троцкистской оппозиции. В июне 1928 года восстановлен в ВКП(б) после признания своих ошибок.
С 1928 по 1932 годы был председателем Нижневолжского краевого Совета народного хозяйства, затем — начальник строительства Шатурской ГРЭС, в 1934 г. управляющий Всесоюзным трестом «Строймашина».
В декабре 1934 года вновь исключен из ВКП(б) и арестован по делу «ленинградской контрреволюционной зиновьевской группы». 16 января 1935 года Особым совещанием при НКВД СССР приговорен к 5 годам лишения свободы. Отбывая наказание, 9 декабря 1936 года был вновь привлечен в качестве обвиняемого и этапирован в Москву. 10 января 1937 года приговорен Военной коллегией Верховного суда СССР к смертной казни по обвинению в контрреволюционной террористической деятельности, в тот же день расстрелян.

Реабилитирован Военной коллегией Верховного суда СССР 21 июня 1962 г., восстановлен в партии 5 сентября 1962 г.
Был женат на Екатерине Порфирьевне Костиной, на её сестре Анне был женат близкий соратник Залуцкого по партии И. П. Бакаев.

## Память
- Именем П. А. Залуцкого названа улица в Могилёве.